# Zootzen (Fürstenberg/Havel)
Zootzen ist ein Dorf im Landkreis Oberhavel, Brandenburg. Seit der Gebietsreform 2003 ist es Ortsteil von Fürstenberg/Havel. Zootzen hat eine Fläche von 6,74 km².

## Geografie

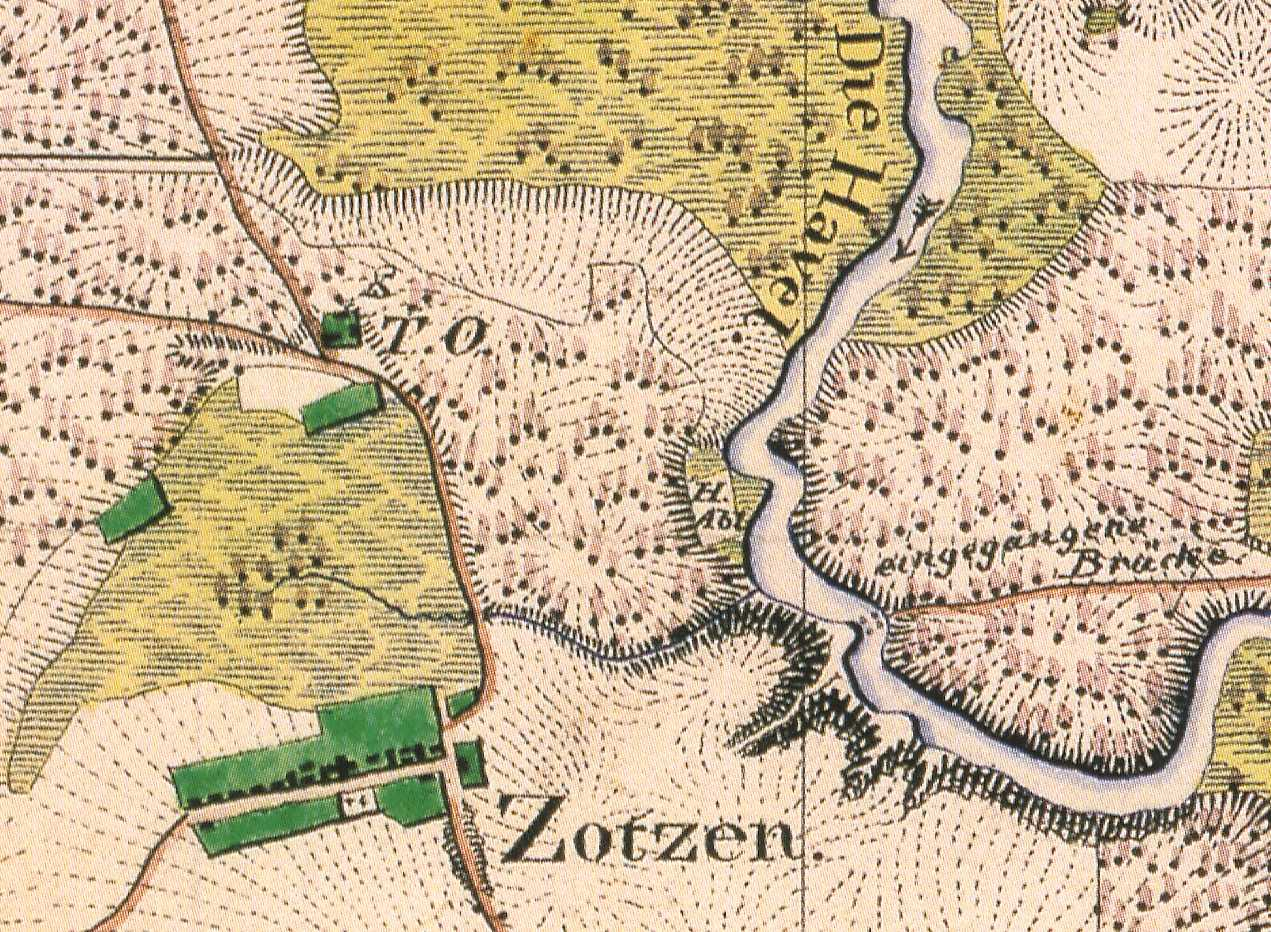
Zootzen auf einem Messtischblatt der Preußischen Uraufnahme von 1825

Zootzen liegt in einer Havelniederung im Norden Brandenburgs. Es befindet sich an der Landstraße 214, zwischen dem Hauptort Fürstenberg (6 km entfernt) und Bredereiche (3 km). Unweit des Dorfes liegt der Stolpsee und fließt die Havel.

## Geschichte
Im Zusammenhang mit dem Mahlzwang des Getreides in der Bredereicher Mühle wurde Zootzen 1309 als Zozene zum ersten Mal erwähnt. 1317 ging die Siedlung in den Besitz des Klosters Himmelpfort über. 1342 wurde Zootzen beim Grenzkrieg zwischen Mecklenburgern und Brandenburgern zerstört und verlassen.
Eine neue Besiedlung erfolgte erst wieder im 18. Jahrhundert. So legten 1749 die ersten Bauerngehöfte den Grundstein für die Dorfentstehung. Im selben Jahr wurde die Kolonie Zootzen gegründet. 1758 folgte die Einweihung des Bethauses, welches gleichzeitig als Schule diente. 1854 brannte dieses Bethaus nieder und wurde 1858 neu aufgebaut.
Ab 1952 gehörte Zootzen zum Kreis Gransee. 1960 wurde eine LPG gegründet.
Zootzen wurde am 26. Oktober 2003 nach Fürstenberg/Havel eingemeindet.

## Bevölkerungsentwicklung
| Jahr | Einwohner |
| ---- | --------- |
| 1875 | 291       |
| 1890 | 345       |
| 1910 | 382       |
| 1925 | 379       |
| 1933 | 377       |
| 1939 | 384       |

| Jahr | Einwohner |
| ---- | --------- |
| 1946 | 485       |
| 1950 | 478       |
| 1964 | 354       |
| 1971 | 349       |
| 1981 | 285       |
| 1985 | 282       |

| Jahr | Einwohner |
| ---- | --------- |
| 1989 | 271       |
| 1990 | 254       |
| 1991 | 259       |
| 1992 | 255       |
| 1993 | 255       |
| 1994 | 258       |

| Jahr | Einwohner |
| ---- | --------- |
| 1995 | 256       |
| 1996 | 250       |
| 1997 | 248       |
| 1998 | 244       |
| 1999 | 245       |
| 2000 | 252       |

| Jahr | Einwohner |
| ---- | --------- |
| 2001 | 255       |
| 2002 | 255       |
| 2005 | 243       |
| 2014 | 202       |
| 2019 | 195       |

Gebietsstand des jeweiligen Jahres

## Kultur und Sehenswürdigkeiten
Das wohl älteste Wahrzeichen des Dorfes ist eine über 200 Jahre alte Linde, auch dicke Linde genannt, an der Lindenstraße. Sie wurde um 1749 vom Teerschweler Johann Christian Lexow, dem ersten Zootzener Dorfschulzen, gepflanzt. Sie besitzt einen Stammumfang von ca. 6,50 Metern, eine Höhe von ca. 15 Metern und eine wuchtige, von Blitzeinschlägen gezeichnete Baumkrone.
Unmittelbar an der durchs Dorf verlaufenden Landstraße steht eines der vielen sehenswerten Häuser, das Gemeindehaus Haus der Hoffnung der Zootzener Kirchgemeinde. Das Fachwerkhaus mit hölzernem Glockenstuhl wurde nach einer Sanierung 1995 wieder eingeweiht.
Vor dem Friedhof befindet sich ein Findlings-Denkmal für die im Ersten Weltkrieg (1914–1918) gefallenen und vermissten Männer des Dorfes. Auf einem Podest ruht ein großer Stein mit Eisenkreuz, in dem die Namen der Soldaten eingemeißelt sind.

## Persönlichkeiten

### In Zootzen geboren
- Wilhelm Lahn (1832–1907), Lehrer und Dichter
- Siegfried Israel (1928–2016), Sportmediziner